# 孟聖奎
孟聖奎（：／ Maeng Sung-kyu，1962年5月16日—），大韓民國自由派政治人物，第20到21屆國會議員。